# Habitatge Casa Mora
L'Habitatge Casa Mora és una obra modernista de Tortosa inclosa a l'Inventari del Patrimoni Arquitectònic de Catalunya.

## Descripció
Edifici situat a la confluència entre el carrer de la Sang i la Plaça de l'Àngel. La planta ha estat refeta modernament, tant a l'interior com a la façana, mentre que els quatre nivells superiors conserven l'estructura i decoració exterior original. L'accés a les vivendes, algunes d'elles desocupades, es realitza mitjançant una estreta escala encaixada, sense llum central ni vestíbul d'accés. L'arrebossat de la façana simula carreus encoixinats en els forjats, que són substituïts a les separacions de pisos i emmarcament de finestres per bandes esgrafiades. Els esgrafiats són força esquemàtics a les línies de separació i simulen garlandes de llaços i temes vegetals més naturalistes en els emmarcaments.